# Quận Ziebach, South Dakota
Quận Ziebach là một quận thuộc tiểu bang Nam Dakota, Hoa Kỳ. Quận lỵ đóng ở Dupree6. Quận được đặt tên theo. Dân số theo điều tra năm 2000 của Cục điều tra dân số Hoa Kỳ là 2519 người.

## Địa lý
Theo Cục điều tra dân số Hoa Kỳ, quận này có diện tích 5105 km2, trong đó có 23 km2 là diện tích mặt nước.